# Імпліцитний читач
Імпліцитний читач — потенційний, передбачуваний читач тексту. Термін Вольфганга Ізера. Функціонує як абстрактний адресат, одержувач інформації, і як ідеальний образ одержувача авторської інформації, здатний зрозуміти твір у процесі активного прочитання. Це не реальна особа, постулюється самим твором, задається структурою тексту і деяким набором вимог, які текст пред'являє як умову успішної рецепції. Імпліцитний читач — одна з концепцій, що розробляються в рамках постмодернізму. Згідно наратології, разом з парною комунікативною інстанцією — імпліцитним автором — відповідальний за встановлення та забезпечення художньої комунікації.
У системі «автор—твір—читач» в тексті твору від самого початку закладено функції послання, у ньому міститься «імпліцитний читач». Рецептивна естетика надає привілей читачеві у парадигмі «текст/читач» і наділяє його когнітивною та афективною здатністю творити з даного тексту власний текст. Значущість твору породжує не сам текст, а реципієнт, який намагається зробити текст зрозумілим та перекладним. Остаточно значущість тексту визначає уява реципієнта (Einbildungkraft), яка за структурою полісемантична і здатна трансформувати текст у велику кількість значень. Саме завдяки семантичній розсіяності текст стає фікцією, яка рідко означає тільки те, що вона представляє.
Інформаційний зміст вірша, наприклад, значно ширше змісту в звичайному сенсі цього слова, що зводиться до тематичного викладу думок і емоцій. В вірші інформативно все: зміст, словник, образи, ритм, інструментування, розмір, рими. Все це утворює цілісну систему, і тільки
в якості єдиного цілого вірш має повну естетичну цінність.

Оптимальна цінність художньої інформації відповідає близькості тезауруса читача і тезауруса поета. Якими б не були багаті і змістовні асоціації рецептора, якщо вони далекі від того, що
закладено поетом у вірш, його інформативна цінність знижується.

Справжня співтворчість виникає в результаті "резонансу" поета і читача, в результаті "настройки" свідомості читача на "хвилю", що посилається поетом.

Це особливо складно, і в цьому суть мистецтва. Резонансу шукають обидві сторони:
поет адресується до якогось уявного рецептора, читач свідомо чи несвідомо прагне повністю сприйняти вірш. Труднощі зводяться до взаємопроникнення свідомостей, до зниження бар'єру між
індивідуальними "Я". "Резонансу" досягти тим складніше, чим далі від нас поет у часі і просторі.